# Šušenskoje
Šušenskoje (rusky Шу́шенское) je sídlo městského typu v Rusku. Je administrativním centrem Šušenského rajónu Krasnojarského kraje. Žije v něm  obyvatel. Nachází se v jižní části Sibiře 85 km jihovýchodně od Abakanu a v jeho blízkosti byla vybudována Sajansko-šušenská přehradní nádrž. 
Založili je kozáci a první zpráva o zdejším osídlení pochází z roku 1744. Osada byla pojmenována podle řeky Šuš, která se nedaleko vlévá do Jeniseje. Koncem osmnáctého století místo navštívil Peter Simon Pallas. V roce 1791 byl postaven kostel sv. Petra a Pavla. K rozvoji Šušenského přispěla nedaleká pevnost Sajanskij ostrog a roku 1822 se stalo sídlem volosti.
Za carského režimu pobývali v Šušenském političtí vyhnanci jako děkabrista Alexandr Filippovič Frolov nebo teoretik utopického socialismu Michail Vasiljevič Petraševskij. Nejznámějším exulantem byl Vladimir Iljič Lenin, který zde žil v letech 1897 až 1900 (od roku 1898 i s Naděždou Krupskou, s níž se zde oženil). V roce 1930 zřídila sovětská vláda v Leninově domku muzeum, které navštívilo až sto tisíc osob ročně. 
Od roku 1960 ke Šušenskoje sídlem městského typu. V roce 1970 zde byl zřízen skanzen původní sibiřské architektury a roku 1978 bylo otevřeno Letiště Šušenskoje. Nejbližší železniční stanice je v Minusinsku. Od roku 2003 se v červenci koná folklorní festival Svět Sibiře. Vzhledem ke spojení s Leninem je Šušenskoje cílem takzvané rudé turistiky. 
Nedaleko obce se nachází středisko zimních sportů na hoře Gladěnkaja. K ochraně přírody pohoří Západní Sajan byl roku 1995 zřízen Národní park Šušenskij Bor. Šušenskoje má kontinentální podnebí. Horká léta umožňují pěstování melounů, kdežto zimní teploty klesají až pod 40 °C. Nacházejí se zde potravinářské podniky jako drůbežárna a palírna vodky.     
V Šušenském se narodil Ivan Ivanovič Kraft (1859–1914), gubernátor Jenisejské gubernie.